# Antônio Pereira de Almeida (político de Minas Gerais)
Antônio Pereira de Almeida foi um político brasileiro do estado de Minas Gerais. Foi deputado estadual em Minas Gerais, durante o período de 1963 a 1971 (5ª e 6ª legislaturas), respectivamente pela UDN e pela ARENA.